# Sarima versicolor
Sarima versicolor är en insektsart som beskrevs av Kato 1933. Sarima versicolor ingår i släktet Sarima och familjen sköldstritar. Inga underarter finns listade i Catalogue of Life.